# Gentão (mestre dos dois exércitos)
Gentão (em latim: Gento) foi um oficial bizantino de origem germânica do século VI, ativo no reinado do imperador Maurício (r. 582–602) nas campanhas de Maurício nos Bálcãs contra o Grão-Canato Avar e os eslavos.

## Etimologia
Gentão é um nome de origem vândala. Foi registrado em latim como Gento e em grego como Genton (Γέντων), Genzon (Γένζων) ou Gentzon (Γέντζων).

## Vida

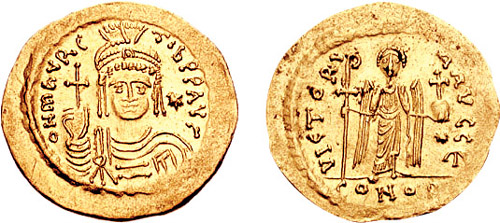
Soldo de Maurício r.

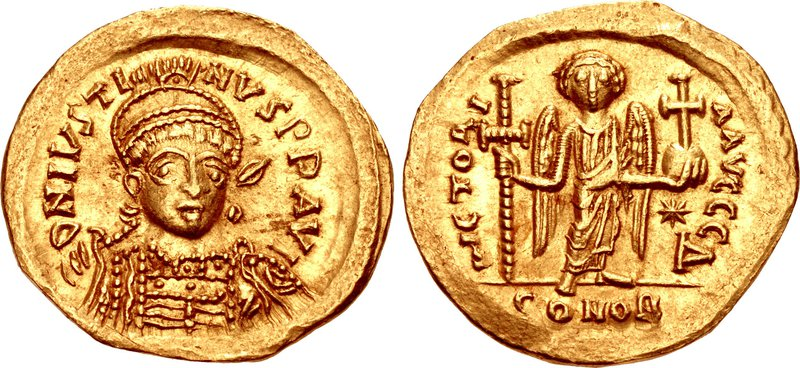
Soldo de r.

Gentão foi citado pela primeira vez em 593 quando foi convocado para fazer campanha punitiva aos eslavos pelo raide de 585. Foi nomeado mestre da infantaria da Trácia e foi subordinado do mestre da cavalaria[a] Prisco. O objetivo era cruzar o Danúbio e Durostoro (atual Silistra) e fazer ataque surpresa no próprio território deles; devido ao prolongado período de incursões, os eslavos possuíam muito butim do Império Bizantino. O exército chegou ao acampamento eslavo à meia-noite, os surpreendeu e os fez fugir em confusão. Ardagasto caiu sobre um toco de árvore e quase foi capturado, mas estava próximo dum rio e iludiu os atacantes.
Na escaramuça seguinte, agora no acampamento do rei anta Musócio, os bizantinos conseguiram outra vitória contra os eslavos e, por conseguinte, capturaram seu rei, mas segundo Teofilacto Simocata, se não fosse pela atuação de Gentão, o sucesso podia ter sido revertido: segundo o relato, alguns sentinelas descuidados deixaram alguns eslavos fugirem, e quando os bizantinos estavam para vencer o confronto, os fugitivos retornaram para atacá-los, sendo Gentão quem os parou.
Gentão foi citado anos depois, sob o comando do curopalata Pedro. Pedro, que naquele momento estava em campanha contra os eslavos, passou pela cidade de Asemo. Lá, ao notar a guarnição local, projetou usá-la no exército. Porém, tanto os soldados como a população local foram contrárias ao ato, ao alegarem que tal guarnição havia sido concedida como privilégio pelo imperador Justino I (r. 518–527). Além disso, os soldados esconderam-se na igreja local. Pedro ordenou que o bispo removesse-os dali, porém quando este recusou-se a acatar a ordem, convocou Gentão com alguns soldados para forçá-los a sair. Mas Gentão ao considerar sacrilégio profanar um local sagrado, ele negou-se executar a ordem e acabou sendo deposto de seu ofício.